# Théodore Eugène Lemaire
Pour les articles homonymes, voir Lemaire.
Théodore Eugène Lemaire (24 avril 1785, Saint-Pierre-Aigle - 11 août 1865, Nanteuil-le-Haudouin) est un homme politique français, député de l'Oise de 1832 à 1865. 

## Biographie
Théodore Eugène Lemaire nait le 24 avril 1785 à Saint-Pierre-Aigle. Il est le fils de Jean Louis Charlemagne Lemaire, maître de poste, et de son épouse, Françoise Félicité Bernier. 
Maître de poste sous l'Empire, Théodore Eugène Lemaire exerce plus de trente ans ce métier. Maire de Nanteuil-le-Haudouin et conseiller général de l'Oise, il se présente, le 15 novembre 1832, comme candidat à la députation, pour remplacer le maréchal Gérard, et est élu député du 3e collège de l'Oise (Senlis). 
Lemaire siège dans la majorité conservatrice, avec laquelle il vote jusqu'à la fin du règne de Louis-Philippe, ayant obtenu successivement sa réélection le 21 juin 1834, le 4 novembre 1837, le 2 mars 1839, le 9 juillet 1842 et le 1er août 1846.
La Révolution française de 1848 le rend à la vie privée, mais il se fait élire, le 13 mai 1849, représentant de l'Oise à l'Assemblée législative. Lemaire siège dans la majorité composée des « anciens partis » et, sans paraître à la tribune, se prononce: pour l'expédition de Rome, pour la loi Falloux-Parieu sur l'enseignement, et pour toutes les lois de compression; puis il se rallia à la politique de l'Élysée, applaudit au coup d'État du 2 décembre 1851, et est désigné par le gouvernement, le 29 février 1852, comme son candidat au Corps législatif dans la 3e circonscription de l'Oise. Élu contre Édouard de Tocqueville, il s'associe à l'établissement du régime impérial, ainsi qu'à tous les votes ultérieurs de la majorité dynastique.
Lemaire obtient sa réélection, toujours avec l'appui officiel de l'administration, le 22 juin 1857 et le 1er juin 1863. Il meurt le 11 août 1865 à Nanteuil-le-Haudouin et fut remplacé, le 23 septembre suivant, par Barrillon.
Il est président du Conseil général de l'Oise de 1841 à 1848, de 1848 à 1849 et de 1850 à 1866.

## Distinctions
- Chevalier de la Légion d'honneur le 29 avril 1836.
- Officier de la Légion d'honneur le 12 août 1859[3].

## Sources
- « Théodore Eugène Lemaire », dans Adolphe Robert et Gaston Cougny, Dictionnaire des parlementaires français, Edgar Bourloton, 1889-1891 [détail de l’édition]